# العارضة (المخادر)

تعديل مصدري - تعديل

العارضة هي إحدى قرى عزلة المعشار بمديرية المخادر التابعة لمحافظة إب، بلغ تعداد سكانها 121 نسمة حسب تعداد اليمن لعام 2004.